# 泰泰陨击坑
泰泰陨击坑（Taytay）是火星阿西达里亚海区的一座撞击坑，其中心坐标位于北纬37度、西经19.65度处，直径18.4公里（11.4英里）。该特征取名自菲律宾巴拉望省泰泰镇，2006年被国际天文联合会行星系统命名工作组批准接受。

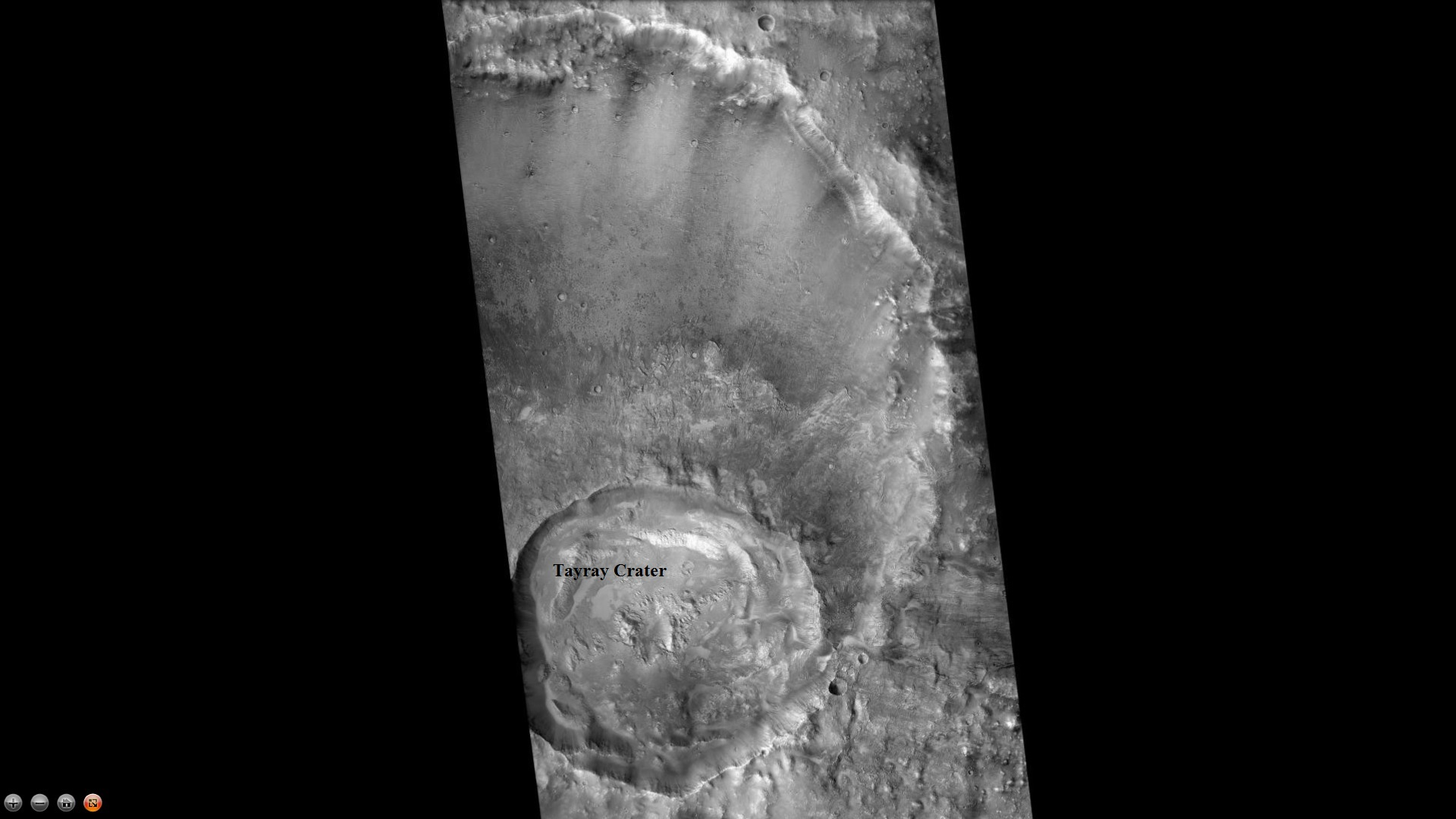
火星勘测轨道飞行器背景相机拍摄的泰泰陨击坑。

## 另请查看
- 撞击事件
- 火星撞击坑
- 火星矿石资源
- 行星体系命名法